# Rüdiger Postier
Rüdiger Postier (* 1944 in Komotau) ist ein deutscher Jurist und ehemaliger Richter am Bundesverwaltungsgericht. Er war von 2009 bis 2012 Präsident des Verfassungsgerichts des Landes Brandenburg.

## Werdegang
Postier studierte Rechtswissenschaften und Politische Wissenschaften in Berlin. Nach dem Bestehen der Zweiten Juristischen Staatsprüfung trat er 1973 in den Justizdienst des Landes Nordrhein-Westfalen ein. Hier wurde er zum Richter am Verwaltungsgericht Düsseldorf ernannt. Im August 1980 folgte die Ernennung zum Richter am Oberverwaltungsgericht Münster. Ab September 1990 war Postier für zwei Jahre als Vorsitzender Richter am ehemaligen Oberverwaltungsgericht Frankfurt (Oder), danach im Ministerium der Justiz des Landes Brandenburg tätig.
Am 8. Januar 1998 wurde Postier schließlich zum Richter am Bundesverwaltungsgericht ernannt, wo er dem für das Kommunalrecht und für das Recht zur Regelung von Vermögensfragen zuständigen 8. Revisionssenat zugewiesen wurde. Zum Ablauf des 28. Februars 2009 trat er in den Ruhestand.
Der Landtag des Landes Brandenburg wählte Postier am 21. Januar 2009 zum Präsidenten des Verfassungsgerichts des Landes Brandenburg. Mit Wirkung zum 9. Mai 2012 schied er auf eigenen Wunsch aus diesem Amt aus.